# 川崎市立西生田小学校

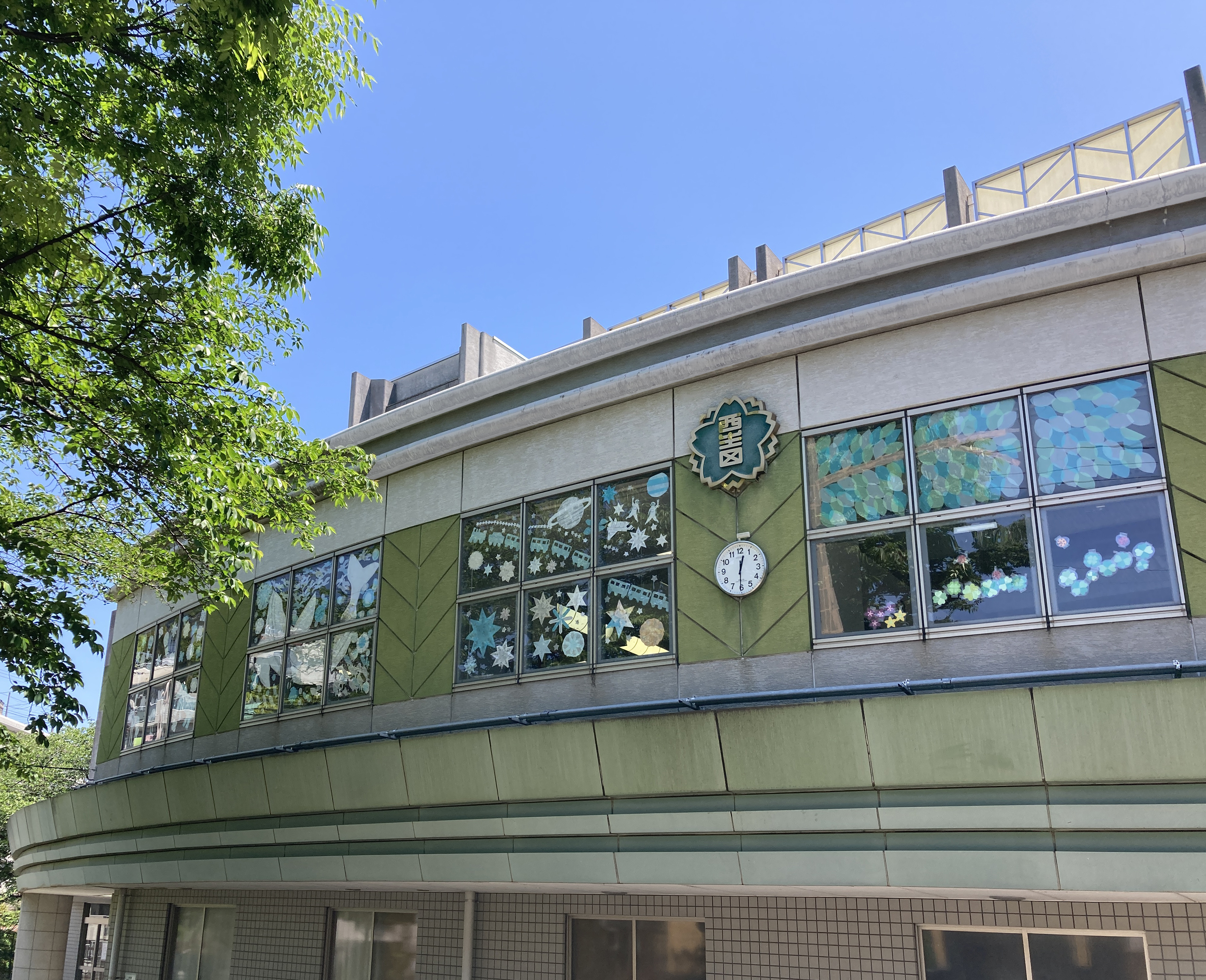
川崎市立西生田小学校 校舎（正門玄関）

川崎市立西生田小学校（かわさきしりつにしいくたしょうがっこう）は、神奈川県川崎市麻生区細山2丁目にある公立小学校。

## 沿革
- 1875年（明治8年） - 細山の香林寺（こうりんじ）の本堂を借りて、生田小学校の分教場として開校[1]。
- 1892年（明治25年） - 生田分校を第二生田小学校と改称[2]｡
- 1912年（明治45年）4月 - 尋常第二小学校が合併され、尋常高等生田小学校細山分校と改称[2]。
- 1936年（昭和11年） - 香林寺の隣に新校舎が完成し、移転[1]。
- 1938年（昭和13年） - 川崎市に合併により、川崎市立生田尋常高等小学校細山分校と改称[2]。
- 1941年（昭和16年）4月 - 国民学校令により、川崎市立生田国民学校細山分校と改称[2]。
- 1947年（昭和22年）5月1日 - 細山分校が、川崎市立西生田小学校として独立[1][2]。
- 1960年（昭和35年）10月 - 現在地に移転[1]。
- 1965年（昭和40年） - 百合丘小学校が分離独立。
- 1974年（昭和49年） - この年度の児童数が1419名とピークを迎えた[1]。
- 1975年（昭和50年） - 千代ケ丘小学校が分離独立。
- 1975年（昭和50年） - 創立100周年記念式典挙行。タイムカプセル埋蔵。
- 2000年（平成12年） - 現在の校舎への建て替えが行われた[1]。
- 2015年（平成27年）4月1日 - 杉本眞智子校長着任[1]。
- 2015年（平成27年）11月28日 - 創立140周年記念式典挙行[1]。
- 2020年（令和2年）4月1日 - 高津原洋一郎校長着任[3]。
- 2022年（令和4年）4月1日 - 樋口彰校長着任[4]。
- 2025年（令和7年）7月 -タイムカプセル発掘・開封[5]。
- 2025年（令和7年）11月15日 -創立150周年記念式典挙行予定[5]。

## 教育理念
自己更新を繰り返し　自らを高め　自立した学び手に

## 学校教育目標
かしこく　 やさしく　 たくましく

～全ての子どもの学習権を保障する学校づくり～
生きる力を育むために、次の３つの力の育成に努める
- かしこく（自ら考える子・自立）

自分で課題を見つけ、自ら学び、自ら考え、主体的に判断し、行動し、よりよく問題を解決する資質や能力
- やさしく（思いやりのある子・環境と調和）

自らを律しつつ、他人と共に協調し、他人を思いやる心や感動する心など、豊かな人間性
- たくましく（たくましい子・自己更新）

たくましく生きるための健康や体力、また安全に対する意識の向上

## 通学区域
出典
- 麻生区
  - 高石（1丁目 - 3丁目）
  - 多摩美（1丁目・2丁目）
  - 細山（1丁目 - 7丁目）

## 進学先中学校
出典
- 川崎市立西生田中学校

## 学校周辺
- 神奈川県道124号稲城読売ランド前停車場線
- 川崎市立西生田中学校 - 小川をはさんで、敷地が隣接。
- 細山神明社 - 川崎市道をはさんで、敷地が隣接。

## アクセス
- 小田急バス「読01」・「新02」・「新03」の各系統で、「西生田小学校」バス停下車後、
  - 1番乗り場から、徒歩約50 m・約1分。
  - 2番乗り場から、徒歩約130 m・約2分（県道を跨ぐ西生田歩道橋を移動した場合）。
- 小田急電鉄小田原線読売ランド前駅から、
  - 徒歩約875 m・約13分。
  - 上述の小田急バス「読01」系統のバスに乗車し、「西生田小学校」バス停下車後、徒歩。

## 関連する人物

### 生徒
- 渡辺皓太 - プロサッカー選手。2005年4月入学。
- 久保建英[8] - プロサッカー選手。2008年4月入学。